# هتل مجموعه رادیسون، سلطنتی کپنهاگ
هتل مجموعهٔ رادیسون، سلطنتی کپنهاگ (به لاتین: Radisson Collection Hotel) هتلی تاریخی در کپنهاگ، دانمارک است.